# 2019년 상하이 국제 영화제
제22회 상하이 국제 영화제는 2019년 6월 15일에 열린 시상식이다.

## 수상 및 후보

### 금잔작품상
- 캐슬 오브 드림스 - 레자 미르카리미 수상

### 금잔심사위원대상
- 인헤일-엑스헤일 - 디토 친차체 수상

### 금잔감독상
- 캐슬 오브 드림스 - 레자 미르카리미 수상

### 금잔각본상
- Brotherhood - 파벨 룽긴 외 1명 수상

### 금잔촬영상
- Spring Tide - 포헌명 수상

### 금잔남우주연상
- 더 리턴 - Chang Feng 수상
- 캐슬 오브 드림스 - 하메드 베다드 수상

### 금잔여우주연상
- 인헤일-엑스헤일 - Salome Demuria 수상

### 금잔예술상
- 트리스 언더 더 썬 - 비주쿠마 다모다란 수상

### 금잔단편상
- Nowhere to Put - HAN Jingzhi 수상

### 금잔단편상-애니메이션
- 라 노리아 - 카를로스 바에나 수상

### 금잔다큐멘터리상
- 시간의 편린들 - 아우드리어스 스토니스 외 1명 수상

### 금잔애니메이션상
- 너와 파도를 탈 수 있다면 - 유아사 마사아키 수상

### 금잔상-장편영화
- Brotherhood - 파벨 룽긴
- 캐슬 오브 드림스 - 레자 미르카리미
- 치쿠아로테스 - 가엘 가르시아 베르날
- 더 그레이트 스피릿 - 세르지오 루비니
- 인헤일-엑스헤일 - 디토 친차체
- Lane 4 - Emiliano Cunha
- Little Nights, Little Love - 이마이즈미 리키야
- Many Happy Returns - 카를로스 안드레스 모렐리
- Racarrete - Allan Deberton
- 더 리턴 - 진해로
- Rosa - Katja Colja
- Shyrakshy: Guardian of the Light - 에르멕 투르수노프
- Spring Tide - YANG Lina
- 트리스 언더 더 썬 - 비주쿠마 다모다란
- Vortex - Jacky Gan

### 금잔상-다큐멘터리
- 시간의 편린들 - 아우드리어스 스토니스 외 1명
- 제4의 왕국 - 아단 알리아가 외 1명
- It’s All Good - Tuki Jencquel
- 뮤트 파이어 - 페데리코 아테호르투아 아르테아가
- The Sound of Dali - 장양

### 금잔상-애니메이션
- 파리의 딜릴리 - 미셸 오슬로
- 로테 앤 더 로스트 드래곤즈 - 헤이키 에르니츠 외 1명
- 루이스 & 루카 - 미션 투 더 문 - 라스무스 A. 실버르센
- 너와 파도를 탈 수 있다면 - 유아사 마사아키
- 스파이시즈 - 기욤 이베르넬 외 1명

### 금잔상-단편영화
- Nowhere to Put - HAN Jingzhi
- Videotape - Sandra Concepcion Reynoso Estrada
- Gretel’s Trick - Milena Aboyan
- Mother - Parichhed Sen
- Three Days of Klava Grachove - Ivan Grigolyunas
- The Somnium - LIU Jingyu
- The Way Home - ZHOU Yiran
- A Brief Dream - GENG De
- Dissect - Siavash Shahabi
- 파인드 하버 포 어 데이 - 폴 마르케스 두아르테

### 금잔상-단편애니메이션
- Harvest - 순리준
- King of The House - ZHANG Zige
- 라 노리아 - 카를로스 바에나
- 테오프라스투스 - 세르게이 키부스 외 1명
- 위더신스 - 사이먼 빅스

### 아시아신인작품상
- 애즈 아이 레이 다잉 - 무스타파 사야리
- 블루 아워 - 하코타 유코
- Trijya - Radius - Akshay Indikar
- Send Me to The Clouds - TENG Congcong
- The Fourth Wall - Zhang Chong 외 1명
- To Live To Sing - 조니 마

### 아시아신인감독상
- 블루 아워 - 하코타 유코
- Trijya - Radius - Akshay Indikar
- Special Couple - 황뢰
- Mountain Song - Yusuf Radjamuda
- Send Me to The Clouds - TENG Congcong

### 아시아신인각본상
- Mountain Song - Yusuf Radjamuda
- The Other Half - Lalith Rathnayake
- Special Couple - XU Rongshuo
- The Fourth Wall - Zhang Chong 외 1명
- The Paradise - Siew Hong Chris Leong 외 1명

### 아시아신인촬영상
- Moan - Venumadhav Gajjala
- The Paradise - Meteor Cheong
- The Road Home - YANG Xiao
- Trijya - Radius - Akshay Indikar 외 1명
- 애즈 아이 레이 다잉 - Hamed Hosseini Sangari

### 아시아신인남우주연상
- Moan - Phillip Sangma
- Nimbostratus - YUE Chengxuan
- The Other Half - Pansilu Wickramarathna
- The Paradise - Yuan Teng
- The Road Home - ZHANG Dengping

### 아시아신인여우주연상
- Nimbostratus - Jiaqi Jiang
- Hot Gimmick: Girl Meets Boy - Hori Miona
- To Live To Sing - GAN Guidan
- To Live To Sing - ZHAO Xiaoli